# Lorraine Cole
Lorraine Cole (* 20. September 1967) ist eine englische Badmintonspielerin. 

## Karriere
Lorraine Cole gewann 1995 die Irish Open und 1996 die Mauritius International. 1998 war sie bei den Slovak International, den Czech International und den Iceland International erfolgreich. In der Saison 1998/1999 gewann sie die Gesamtwertung des EBU-Circuits. 1999 siegte sie noch einmal bei den Irish Open.

## Sportliche Erfolge
| Saison    | Veranstaltung                    | Disziplin   | Platz | Name                             |
| --------- | -------------------------------- | ----------- | ----- | -------------------------------- |
| 1995      | Irish Open                       | Mixed       | 1     | Julian Robertson / Lorraine Cole |
| 1996      | Mauritius International          | Mixed       | 1     | Dave Wright / Lorraine Cole      |
| 1996      | Mauritius International          | Damendoppel | 1     | Lorraine Cole / Justine Willmott |
| 1998      | Slovak International             | Mixed       | 1     | Anthony Clark / Lorraine Cole    |
| 1998      | Czech International              | Mixed       | 1     | Anthony Clark / Lorraine Cole    |
| 1998      | Slovak International             | Damendoppel | 1     | Lorraine Cole / Tracy Dineen     |
| 1998      | Iceland International            | Damendoppel | 1     | Tracy Dineen / Lorraine Cole     |
| 1998      | Czech International              | Damendoppel | 1     | Lorraine Cole / Tracey Dineen    |
| 1998/1999 | EBU Circuit                      | Mixed       | 1     | Anthony Clark / Lorraine Cole    |
| 1998/1999 | EBU Circuit                      | Damendoppel | 1     | Loraine Cole / Tracey Dineen     |
| 1999      | Irish Open                       | Mixed       | 1     | Anthony Clark / Lorraine Cole    |
| 2006      | Senioren-Europameisterschaft 35+ | Damendoppel | 1     | Lorraine Cole / Tracey Dineen    |

## Referenzen
- Lorraine Cole beim Badminton-Weltverband

| Personendaten    | Personendaten                |
| ---------------- | ---------------------------- |
| NAME             | Cole, Lorraine               |
| KURZBESCHREIBUNG | englische Badmintonspielerin |
| GEBURTSDATUM     | 20. September 1967           |